# Peter Goëss

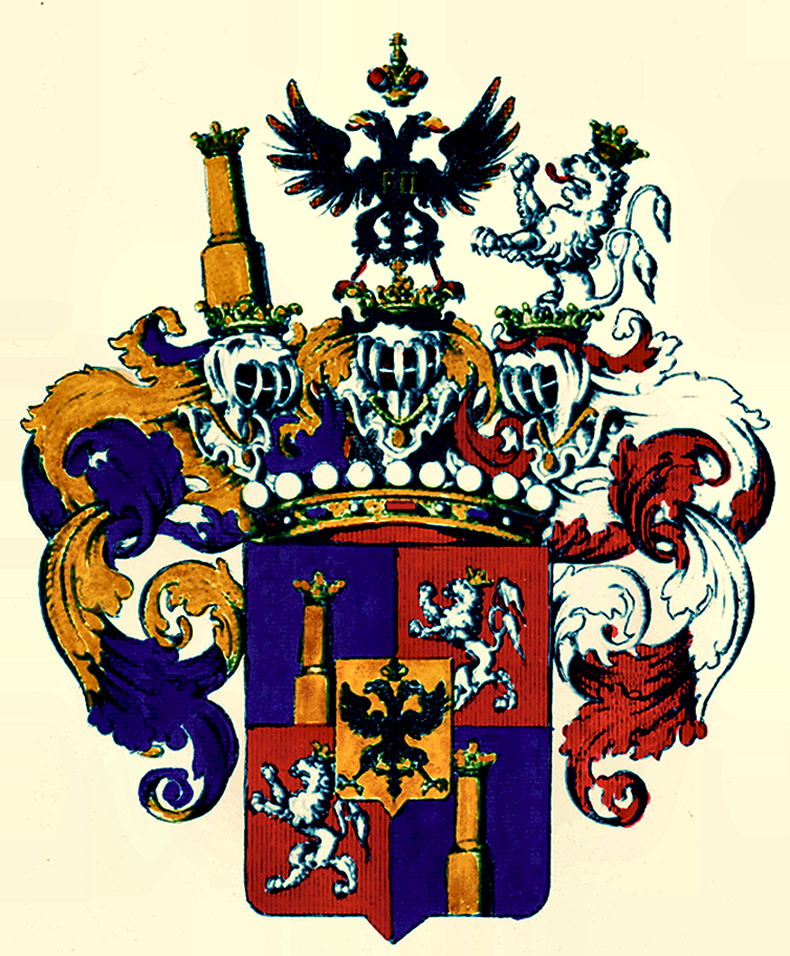
Stemma dei conti Goëss 1693

Peter Goëss (Firenze, 8 febbraio 1774 – Vienna, 11 luglio 1846) è stato un ufficiale e giurista austriaco.

## Biografia
Peter Goëss nacque a Firenze da una famiglia nobile austriaca di origini olandesi di rango comitale. Nella capitale toscana, il padre si era trasferito al seguito della corte asburgica nel granducato. Qui egli iniziò i propri studi di giurisprudenza, che si conclusero con la laurea, intraprendendo nel contempo la carriera militare. A partire dal 1803 divenne presidente del Governo della Dalmazia e dal 1804 fu a capo anche di quello della Carinzia, mentre dal 1806 si pose come presidente del governo della marca di Stiria.
Come ufficiale d'esercito, si distinse al punto da divenire, a partire dal 1809, governatore della Galizia, passando al Veneto a partire dal 1815, missione non facile viste le tensioni che in quegli anni andavano accumulandosi proprio in quell'area. A partire dal 1819 fu stabile a Vienna dove ricoprì alcuni incarichi di corte sino a giungere al 1825 quando divenne Maresciallo della bassa Austria, passando già dal 1834 al grado di Maresciallo superiore. Nel 1830 gli venne conferito il Toson d'Oro, la massima onorificenza dell'Impero asburgico.
La sua attività di avvocatura, inoltre, lo portò sovente a contrastare con alcune fazioni di governo, spingendolo a prendere posizione in particolare per combattere la fame e la povertà in Dalmazia, spingendosi persino poi a fondare un'associazione di amici della musica nella città di Vienna, di cui era un cultore personale. Sotto l'aspetto economico, fu personaggio chiave del suo tempo in quanto fu tra i fondatori della prima cassa di risparmio austriaca.
Nella vita personale, fu inoltre padre di Anton Goëss.